# یواس‌اس تیکوندروگا (۱۸۶۲)
یواس‌اس تیکوندروگا (۱۸۶۲) (به انگلیسی: USS Ticonderoga (1862)) یک کشتی بود که طول آن ۲۳۷ فوت (۷۲ متر) بود. این کشتی در سال ۱۸۶۲ ساخته شد.